# Туюхунь
Туюхунь або Тогон чи Аша  — держава, що правила північною частиною Тибету. Утворилося 285 року внаслідок розколу сяньбійського племені мужун. Тривалий час була васалом держави Північна Вей. 540 року перетворено на ханство. Вело війни з Тюркським каганатом. 634 року визнало зверхність імперії Тан. Надалі вело війни з Тибетською імперією, якою було знищено 670 року.

## Історія
У 235 році після розпаду держав південних сяньбі одне з племен — мужун — опинилося під зверхністю держави Вей. 285 році внаслідок внутршньої боротьби один з вождів — Мужун Туюйхунь — з 700 родинами відкочував на південний захід в район озера Кукунор, підкоривши тамтешні племена цян і ді, а потім низку областей Північно-Східного Тибету.
330 року ван Мужун Ціянь прийняв назву Туюхунь в якості офіційного найменування держави. З середини 350-х років встановлюються політичні контакти з державою Рання Цінь, зверхність якої було визнано у 360-х роках. У 378 року укладається союз з сяньбійським племен ціфу.
У 393 році починається війна з державою Західна Цінь, що завршилося поразкою 397 року й визнання Туюхунєм її зверхності. У 400 році Мужун Угеті прийняв титулвеликого шаньюя, почавши нову війну з Західною Цінь, яка завершилася черговою поразкою туюхунців у 404 році. Напочатку 410-х років Туюхунь знову повстав проти Західної Цінь, але 420 року втретє зазнав поразки.
Невдовзі укладається союз з державою Лю Сун, що була суперником Західної Цінь. У 428 році війська Туюхунь знищили державу Ся. У 430 році визнає зверхність Північної Вей. Втім у 449 році туюхуньський ван  Мужун Муліянь спробував повстати, але 450 року зазнав поразки і загинув. Втім у 452 році відновлюється тамний союз з державою Лю Сун. У відповідь протягом 460-х років зазнав вторгнень північновейських військ, й зрештою ван Мужун Шеінь остаточно підкоряється.
Поразки від Північної Вей послабили центральну владу в часи панування Мужун Дулхоу, внаслідок чого держава фактично розпалася на декілька частин. Лише всередині 490-х років починає поступове відродження.
535 року після розпаду Північної Вей держава Туюхунь здобуває незалежність. У 540 році ван Мужун Куалюй оголосив себе ханом. У 550-х роках укладається союз з державою Північна Ці. Втім у 555 році починаються перші зіткнення з тюрками.
У 559 році проти Туюхунь виступила держава Північна Чжоу. 561 року внаслідок поразок Туюхунь визнало зверхність останньої. 578 року після занепаду Північної Чжоу відновлює незалежність. Але у 581 році починаються війни з імперією Суй. Вони з перервами тривали до 618 року, а потім продовжилися з імперією Тан та Західнотюркським каганатом.
У 635 році внаслідок поразок Туюхунь визнає зверхність Тан, імператор якої став самостійно призначати ханів Туюхуня. У 641 році в державі починається боротьба за владу, що призвело до значного послаблення. У 663 році було розгромлено Тибетом. Втім спроби відновити самостійність тривали до 670 року. Зрештою хан Мужун Нохебо з наближеними переселився на територію Тан. Його нащадки ще близько 100 років носили титул хана.

## Територія і населення
Охоплювала гори Ціляньшань й долини верхів'я Хуанхе, в сучасній китайській провінції Цинхай. Основою були племена сяньбі-мужун, які тут стали відомі як туюхунь (аша).

## Устрій
Була протодержавою або складним вождіством, де існувала правляча династія, стани (князі, слуги, раби), військова структура. Провідне значення мали вояки та їх очільники, оскільки Туюхунь постійно воював.
Основну масу населення становили повноправні кочівники, які складали кочові громади, автономні в економічному відношенні. Еліту становили передусім представники знатних родів. Раби були нечисленні. Певне місце займали також підлеглі тогонцям племена цянів і ді.

### Володарі
- Мужун Туюхунь (慕容吐谷渾) — 284—317
- Мужун Туян (慕容吐延) — 317—329
- Мужун Ціянь (慕容葉延) — 329—351
- Мужун Сюйсі (慕容碎奚) — 351—371
- Мужун Шилянь (慕容視連) — 371—390
- Мужун Шипі (慕容視羆) — 390—400
- Мужун Угеті (慕容烏紇褆) — 400—405
- Мужун Шулогань (慕容樹洛干) — 405—417
- Мужун Ачай (慕容阿柴) — 417—424
- Мужун Мугуй (慕容慕璝) — 424—436
- Мужун Муліянь (慕容慕利延) — 436—452
- Мужун Шеінь (慕容拾寅) — 452—481
- Мужун Дулхоу (慕容度易侯) — 481—490
- Мужун Фулянчоу (慕容伏連籌) — 490—540
- Мужун Куалюй (慕容夸呂) — 540—591
- Мужун Шифу (慕容世伏) — 591—597
- Мужун Фуюнь (慕容伏允) — 597—635
- Мужун Шунь (慕容順) — 635
- Мужун Нохебо (慕容諾曷鉢) — 635—672

## Економіка
Основою було кочове скотарство. Вирощували коней, велику рогату худобу, вівців, верблюдів. Менше значення мало землеробство. На півночі вирощували ріпу і ячмінь, на півдні — бобові.
Добувалося залізо, золото, мідь. Ремісництво забезпечувало речі для існування — юрти, зброю, одяг. Вигідне розташування сприяло розвитку торгівлі, були навіть роди могутніх та заможніх купців. Регулярні податки були відсутні.

## Культура
Не створювали міст, а селилися в поселеннях та укріпленнях, захоплених у тибетських племен цян. Певний вплив мала китайська культура. Користувалися власною мовою, яку відносять до групи парамонгольських мов.
Померлих ховали в трунах, в землі. Була поширена віра в духів, яким приносили жертви, віра в загробне життя, всілякі забобони. Буддизм був незначно поширений.